# 賈斯汀·羅斯
賈斯汀·羅斯，MBE（Justin Rose，1980年7月30日—）是一位英國職業高爾夫球手。出生在南非的約翰尼斯堡。5歲時移住英國倫敦。在1998年的英國公開賽上，當時年僅17歲的羅斯以業餘球手的身份獲得了第4名，一戰成名。世界最高排名曾經達到第7位。2010年，他首次獲得PGA巡迴賽冠軍。截至目前，他已經累積獲得了19個賽事冠軍，其中有8個都來自於PGA歐洲巡迴賽，7個來自PGA巡迴賽。他是2013年美國公開賽的冠軍。2016年，他獲得奧運會高爾夫比賽的金牌，成為奧運會時隔112年恢復高爾夫項目後的第一位金牌得主。

## 个人生活
他妻子是前国际体操运动员Kate Phillips，作为长久的一对情侣两人于2006年12月结婚。他们在美国佛罗里达的Lake Nona有一处房产，而在伦敦郊区帕特尼有一所河边公寓。2009年2月，Kate生下了一个儿子Leo。2012年1月，又生育了一个女儿Lottie。

## 外部連結
- 官方網站 （页面存档备份，存于）
- PGA巡迴賽網站上的介紹
- PGA歐洲巡迴賽網站上的介紹